# North Towanda
North Towanda  è una township degli Stati Uniti d'America, nella contea di Bradford nello Stato della Pennsylvania. Secondo il censimento del 2000 la popolazione è di 927 abitanti.

## Società

### Evoluzione demografica
La composizione etnica vede una maggioranza di quella bianca (98,17%), seguita dai nativi americani (0,43%) dati del 2000.
| township di North Towanda Popolazione |     |
| 2000                                  | 927 |
| Stima al 2009                         | 884 |